# Xurs
Xurs è un comune dell'Azerbaigian situato nel distretto di Ordubad.